# Jana Alexandrowna Butschina
Jana Alexandrowna Butschina (russisch Яна Александровна Бучина; englische Schreibweise Yana Buchina; * 7. Februar 1992) ist eine ehemalige russische Tennisspielerin.

## Karriere
Butschina spielte vor allem bei Turnieren der ITF Women’s World Tennis Tour, wo sie zwei Titel im Einzel und einen im Doppel gewinnen konnte.

## Turniersiege

### Einzel
| Nr. | Datum          | Turnier          | Kategorie   | Belag     | Finalgegnerin      | Ergebnis |
| --- | -------------- | ---------------- | ----------- | --------- | ------------------ | -------- |
| 1.  | 1. Mai 2011    | Antalya          | ITF $10.000 | Hartplatz | Ekaterine Gorgodse | 6:3, 6:4 |
| 2.  | 22. April 2012 | Antalya-Belconti | ITF $10.000 | Hartplatz | Nicola Geuer       | 6:3, 6:4 |

### Doppel
| Nr. | Datum              | Turnier  | Kategorie   | Belag | Partnerin        | Finalgegnerinnen          | Ergebnis          |
| --- | ------------------ | -------- | ----------- | ----- | ---------------- | ------------------------- | ----------------- |
| 1.  | 11. September 2010 | Sarajevo | ITF $10.000 | Sand  | Polina Rodionowa | Matea Cutura Ani Mijačika | 7:65, 2:6, [10:5] |